# Eurybia fassli
Eurybia fassli är en fjärilsart som beskrevs av Adalbert Seitz 1913. Eurybia fassli ingår i släktet Eurybia och familjen Riodinidae. Inga underarter finns listade i Catalogue of Life.